# 我的一级兄弟
（又译《我的特别兄弟》、《我的特级兄弟》）为2019年上映的韩国喜剧剧情片，由电影《难兄难弟》《钢铁大吴》的导演陆相孝自编自导，申河均、李光洙、李絮主演。电影改编自真实事件，并于2019年5月1日在韩国上映。

## 演员阵容
- 申河均 饰演 姜世河，拥有超常的大脑的他身患一级肢体残疾。与智力残障的东九情同手足。
- 李光洙 饰演 朴东九，智力水平只有5岁的他与一级肢体残疾的世河情同手足，擅长游泳。
- 李絮 饰演 南美贤，就业准备生，东九的游泳教练兼好友。
- 朴哲民 饰演 宋锡斗
- 權海驍 饰演 朴神父
- 吉海妍 饰演 张贞顺
- 金重基 饰演 贞顺的丈夫
- 金景南 饰演 陆老师
- 崔光日 饰演 叔伯
- 金民硕 饰演 野猪
- 禹智贤 饰演 安宁
- 尹正路（윤정로）饰演 干净
- 高奉久（고봉구）饰演 印第安
- Andup 饰演 说唱歌手
- 安智浩 饰演 少年姜世河
- 金玄彬 饰演 少年朴东九
- 延胜彬（연승빈）饰演 少年野猪
- 朴正勋（박정훈）饰演 少年安宁
- 高铉准（고현준）饰演 少年干净
- 韩景源（한경원）饰演 少年印第安
- 金允浩（김윤호）饰演 少年说唱歌手
- 李度烨 饰演 吴律师
- 杨素敏 饰演 韩律师
- 金胜泰 饰演 法官
- 金瑞沅 饰演 委屈的就业男子
- 杨祖雅 饰演 储蓄互助社职员
- 金汉娜（김한나）饰演 湖边的女子
- 金熙昌 饰演 便利店社长
- 姜恩雅 饰演 咖啡厅职员
- 裴明镇 饰演 爱之屋的男子
- 鄭侑敏 饰演 李秀珍记者
- 金子英 饰演 保姆大婶
- 金基天 饰演 出租车司机（友情出演）

## 制作
主要拍摄于2018年5月23日开始，并于2018年8月17日结束。

## 发行
电影于2019年5月1日在韩国院线首映，在当地票房排名第二，仅次于《复仇者联盟：终局之战》。2019年5月18日突破损益平衡点140万观影人次。

## 获奖与提名列表
| 颁奖典礼                   | 提名奖项            | 提名者 | 结果 | Ref.   |
| -------------------------- | ------------------- | ------ | ---- | ------ |
| 第28届釜日电影奖           | 最佳女配角          | 李絮   | 提名 | [ 8 ]  |
| 第39届韩国电影评论家协会奖 | 最佳男主角          | 申河均 | 獲獎 | [ 9 ]  |
| 第39届韩国电影评论家协会奖 | 最佳剧本            | 陆相孝 | 獲獎 | [ 9 ]  |
| 第40届青龙电影奖           | 最佳男配角          | 李光洙 | 提名 | [ 10 ] |
| 第40届青龙电影奖           | 人气明星奖          | 李光洙 | 獲獎 | [ 10 ] |
| 第56屆百想艺术大奖         | 电影部门 男子配角奖 | 李光洙 | 獲獎 | [ 11 ] |
| 第40届韩国黄金摄影奖       | 最佳男配角          | 李光洙 | 獲獎 | [ 12 ] |